# Thuận Điền
Thuận Điền là một xã thuộc huyện Giồng Trôm, tỉnh Bến Tre, Việt Nam.
Xã Thuận Điền có diện tích 10,24 km², dân số năm 1999 là 6.255 người, mật độ dân số đạt 611 người/km².

## Lịch sử
Ngày 6 tháng 12 năm 2019, Hội đồng Nhân dân tỉnh Bến Tre ban hành Nghị quyết 68/NQ-HĐND về việc:
- Sáp nhập một phần ấp Ngã Tắc vào ấp Phú Thứ Ngoài
- Sáp nhập một phần ấp Ngã Tắc vào ấp Phú Thuận.